# Nephrotoma tianlinensis
Nephrotoma tianlinensis är en tvåvingeart som beskrevs av Yang 1993. Nephrotoma tianlinensis ingår i släktet Nephrotoma och familjen storharkrankar. Inga underarter finns listade i Catalogue of Life.